# Revenio Group
Revenio Group Oyj  (anciennement Done Solutions) est une entreprise de technologies de la santé dont le siège est à Vantaa en Finlande.

## Présentation
Revenio est spécialisée en conception et vente de tonomètres.
Le groupe est composé de Revenio Group Oyj et des filiales :
- Icare Finland Oy, Finlande
- CenterVue SpA, Padoue, Italie
- CenterVue Inc., Fremont, Californie, États-Unis
- Icare Inc., Raleigh, Caroline du Nord, États-Unis

## Actionnaires
Au 29 février 2020, le plus importants actionnaires de Revenio sont:
| #  | Actionnaire                | Actions   | %     |
| -- | -------------------------- | --------- | ----- |
| 1  | Joensuun Kauppa Ja Kone Oy | 1 056 600 | 3,98  |
| 2  | Ilmarinen oy               | 558 264   | 2,10  |
| 3  | Evli Suomi Pienyhtiöt      | 470 000   | 1,77  |
| 4  | Rauni Marjut Siik          | 309 595   | 1,17  |
| 5  | Fennia                     | 269 466   | 1,02  |
| 6  | Eyemaker´s Finland Oy      | 265 000   | 1,00  |
| 7  | SEB Finland Small Cap      | 263 010   | 0,99  |
| 8  | Aktia Capital              | 250 000   | 0,94  |
| 9  | Longhorn Capital Oy        | 197 760   | 0,75  |
| 10 | Nordea Pro Suomi           | 168 134   | 0,63  |
|    | total [1-100]              | 8 459 067 | 31,87 |